# 切斯納特希爾斯 (北卡羅萊納州韋克縣)
切斯納特希爾斯（英語：Chestnut Hills）是位於美國北卡羅萊納州韋克縣的非建制地區。

## 地理
切斯納特希爾斯所處的海拔為高於海平面106米（即348英呎），而該地所採用的時區為UTC-5，即北美东部时区（EST）。同時該地設有夏令時間，為UTC-5調快一小時，即UTC-4（EDT）。